# Amenemhet IV
Amenemhet IV fou el setè faraó de la dinastia XII d'Egipte. Fill i successor d'Amenemhet III (alguns pensen que podria ser-ne el net o nebot). La seva mare fou probablement Hetepti. El seu nom Sa Ra fou Amenemhat, el nom d'Horus fou Kheperkhepere; el nom Netby fou Sekhabtawy; el nom d'Horus d'or Biknebusekhemnetere; i el seu Nesut Bity fou Maakherure o Nimaakherure. Els grecs l'anomenaren Amenemes. Altres variants del seu nom foren Amenemhait, Amenemmes, Ameniemhet, Ammanemes, Ammenemhet, Amonemhat, Amunemhet, Kheperkheperura, Maakherura, Maakhrooure, Maakhrooureamenemhait, Maekherura, Makherura i Makhrure.
Va governar menys de deu anys, vers el 1800 aC fins al 1790 aC. Se suposa que estava casat amb la seva germanastra Sobekneferu (filla segons alguns). Probablement va construir una piràmide a Mazghuna on no s'ha trobat cap nom però per l'edat del monument correspondria a la seva època. També se sap que va completar la construcció d'alguns temples que ja eren en construcció quan va arribar al tron.
Les inscripcions trobades a Núbia confirmen que va poder mantenir les posicions que els egipcis tenien fins llavors. Durant el seu regnat van haver importants relacions comercials amb Biblos Alguns libis havien estat acceptats durant el regnat d'Amenemhet III en el territori egipci per realitzar treballs d'agricultura o mineria, però l'afluència de pobles nòmades de la perifèria especialment libis i asiàtics al delta del Nil es va accelerar durant el regnat d'Amenemhet IV, quedant completament descontrolada.
Al morir la situació és poc clara. La successió aparentment va recaure a la seva dona i germanastra Sobeknoferu però se suposa que havia de ser com a regent d'algun fill menor d'edat, que seria Sobekhotep I i Sebenef, iniciadors de la dinastia XIII. Sembla clar que si hagués tingut un fill hauria estat proclamat rei.
No s'ha conservat cap estàtua o imatge del faraó i es desconeix si fou enterrat a Mazghuna. El parell de piràmides de Mazghuna no eren acabades (almenys una d'elles) i se suposa que podien ser pel rei i per la seva dona-germana.